# 紀元前583年
紀元前583年（きげんぜん583ねん）は、西暦（ローマ暦）による年。紀元前1世紀の共和政ローマ末期以降の古代ローマにおいては、ローマ建国紀元171年として知られていた。紀年法として西暦（キリスト紀元）がヨーロッパで広く普及した中世時代初期以降、この年は紀元前583年と表記されるのが一般的となった。

## 他の紀年法
- 干支 : 戊寅
- 日本
  - 皇紀78年
  - 天皇空位（便宜上神武天皇78年と表記されることもある）
- 中国
  - 周 - 簡王3年
  - 魯 - 成公8年
  - 斉 - 頃公16年
  - 晋 - 景公17年
  - 秦 - 桓公21年
  - 楚 - 共王8年
  - 宋 - 共公6年
  - 衛 - 定公6年
  - 陳 - 成公16年
  - 蔡 - 景侯9年
  - 曹 - 宣公12年
  - 鄭 - 成公2年
  - 燕 - 昭公4年
  - 呉 - 寿夢3年
- 朝鮮
  - 檀紀1751年
- ユダヤ暦 : 3178年 - 3179年

## できごと

### 中国
- 晋の景公は韓穿を魯に派遣し、汶陽の田を斉に返還させた。
- 晋の欒書が軍を率いて蔡に侵攻した。
- 晋の大夫の趙同・趙括が反乱の嫌疑を受けて殺害された。
- 晋の士燮が魯・斉・邾と連合して、郯を攻撃した。